# Augusta (motorfiets)
Augusta is een Italiaans historisch merk van motorfietsen.
De bedrijfsnaam was: Ditta Blatto & Niri, Torino, later FIAB (Fabbrica Italiana Augusta Bologna), Bologna
Angelo Blatto was een zeer goede constructeur. Als mede-eigenaar van het merk Augusta ontwikkelde hij zijn motorfietsen dan ook zelf. In 1924 verscheen het eerste model, een 350cc-eencilinder viertaktmotor met een bovenliggende nokkenas die door een koningsas werd aangedreven. Na een verhuizing naar Bologna in 1927 verschenen er ook 125- en 175cc-modellen met bovenliggende nokkenas die als toer-, sport- en productieracer werden aangeboden. In dat jaar werd op de tentoonstelling in Milaan ook een 250cc-Augusta getoond. In 1929 werden de 125- en 175cc-modellen vernieuwd en kwam er ook een 175cc-zijklepmotor. In 1931, het laatste jaar van de productie, leverde men een 175cc-model met twee versnellingen en een 350cc-model met drie versnellingen, beiden met bovenliggende nokkenas.
Angelo Blatto was tegelijkertijd betrokken bij het merk Ladetto & Blatto, waar hij zich in 1930 terugtrok. Toen in 1931 ook Augusta de productie beëindigde ging hij terug naar Turijn om bij Officine Meccanica Broglia in dienst te treden.